# Jeziórko (Mazovië)
Jeziórko is een plaats in het Poolse district  Piaseczyński, woiwodschap Mazovië. De plaats maakt deel uit van de gemeente Prażmów en telt 350 inwoners.